# Gli intrusi a palazzo
Gli intrusi a palazzo (Rogues in the House) è un racconto fantasy facente parte del ciclo di Conan il barbaro dello scrittore Robert E. Howard scritto nel gennaio del 1934. È uno dei primi racconti che vedono come protagonista Conan, in questa occasione ancora giovane e in cerca di avventure.
Edito in Italia con questo titolo a partire dal 1976, venne ripubblicato nel 1990 anche come Malfattori a palazzo.

## Trama
Nabonidus, il Prete Rosso, è un uomo avido e potente. Grazie alla sua grande influenza egli usa il popolo e il re come burattini per i suoi scopi. I suoi avversari sono destinati ad essere eliminati e Murilo, nobile vicino al re, è il prossimo. Però, vista la posizione di rilievo del giovane, il Prete deve agire cautamente e decide di dargli un avvertimento. Murilo trova casualmente l'orecchio mozzato di un suo conoscente e tutti i dubbi e le paure che aveva diventano realtà. Sa che, se non fugge, l'indomani verrà fatto arrestare dalle guardie di Nabonidus e verrà giustiziato.

Decide però di non scappare, ma di affrontare il suo nemico sfruttando un'occasione che gli si presenta proprio quella sera. Un barbaro di nome Conan viene infatti arrestato per omicidio e rinchiuso nelle prigioni. Murilo, dopo aver corrotto la guardia, parla con il cimmero e gli propone un patto. Verrà liberato ma in cambio dovrà assassinare Nabonidus. Conan accetta ma il piano non va come dovrebbe. Murilo infatti, dopo esser tornato nelle sue stanze, riceve la notizia che la guardia corrotta che doveva liberare Conan è stata arrestata e sostituita. Disperato e non potendo più contare sul barbaro, si reca egli stesso nella torre del Prete Rosso.

Ma Conan riesce comunque a cavarsela uccidendo la nuova guardia e, una volta libero, decide di rispettare l'accordo, ma non prima di aver sistemato una faccenda personale. Egli si reca dalla donna che lo aveva tradito facendolo arrestare e consuma la sua vendetta. In tutta tranquillità poi si reca alla torre di Nabonidus. Qui trova un'entrata passando dalle fogne e, nelle segrete, trova il giovane nobile. Murilo, sorpreso e lieto di vederlo, gli racconta di come è riuscito a entrate dall'ingresso principale, stranamente aperto. Gli riferisce che il cane a guardia dell'entrata e il servo del Prete sono stati uccisi e che, una volta nella stanza di Nabonidus, si è ritrovato faccia a faccia con un demonio che, in un attimo, lo ha imprigionato e fatto precipitare in quelle buie segrete. I due cercano così un'uscita ma, più avanti, trovano un uomo disteso e privo di sensi. Questi, con loro grande sorpresa, è il Prete Rosso.

Ripresosi dallo stato di incoscienza egli spiega ai due che il suo servo, Thak, uno scimmione a metà fra un uomo ed un gorilla, deve aver ucciso i suoi servitori, indossato le sue vesti e averlo imprigionato, per motivi a lui sconosciuti. Forse si tratta di una sorta di vendetta per gli anni di prigionia e di servitù forzata. Il Prete guida i due uomini verso l'uscita dove, però, trovano Thak ad aspettarli. Questo li sta aspettando dietro il passaggio specchiato che divide le segrete dai piani superiori. In questa posizione i tre uomini possono vedere davanti a loro, ma non essere visti.
Ad un certo punto l'attenzione della bestia viene attratta da altri intrusi nel palazzo e lascia la sua posizione. Il Prete corre subito verso l'uscita, ora libera, per cercare una fuga. Ma Thak, una volta liberatosi degli intrusi, torna indietro. Ora i tre sono in trappola perché trovano tutte le porte serrate e non resta altro da fare che affrontare il terribile animale. Conan, armato solo di un coltello, salta sulle spalle della belva ed inizia una lotta furiosa. Numerose sono le pugnalate subite, ma Thak sembra invulnerabile. Murilo allora riesce a tirare un mobile in testa all'animale e Conan, approfittandone, infila la sua lama fino all'elsa nel cuore dello scimmione impazzito. L'incubo sembra finito, ma Nabonidus, scampato il pericolo, imprigiona i due uomini in una stanza dove un'orribile trappola attende solo di essere attivata. Conan però, grazie ai suoi riflessi fulminei, afferra uno sgabello e lo lancia con forza, uccidendo il Prete Rosso prima che questi riesca nel suo malvagio intento.
Conan e Murilo sono salvi e la loro avventura è finalmente conclusa. Murilo ringrazia il barbaro per il suo prezioso aiuto e gli chiede cosa farà ora, visto che in città è ancora ricercato. Egli risponde che, stanco di quel posto, ci sono ancora molte strade da percorrere prima di incamminarsi sul quella intrapresa da Nabonidus in quella notte.

## Edizioni
- Robert E. Howard, Gli intrusi a palazzo, tr. Giusi Riverso, giugno 1976, Fantacollana 13, Editrice Nord, Milano ISBN 88-429-0455-4 (ISBN 978-88-429-0455-7)